# 维也纳博物馆区

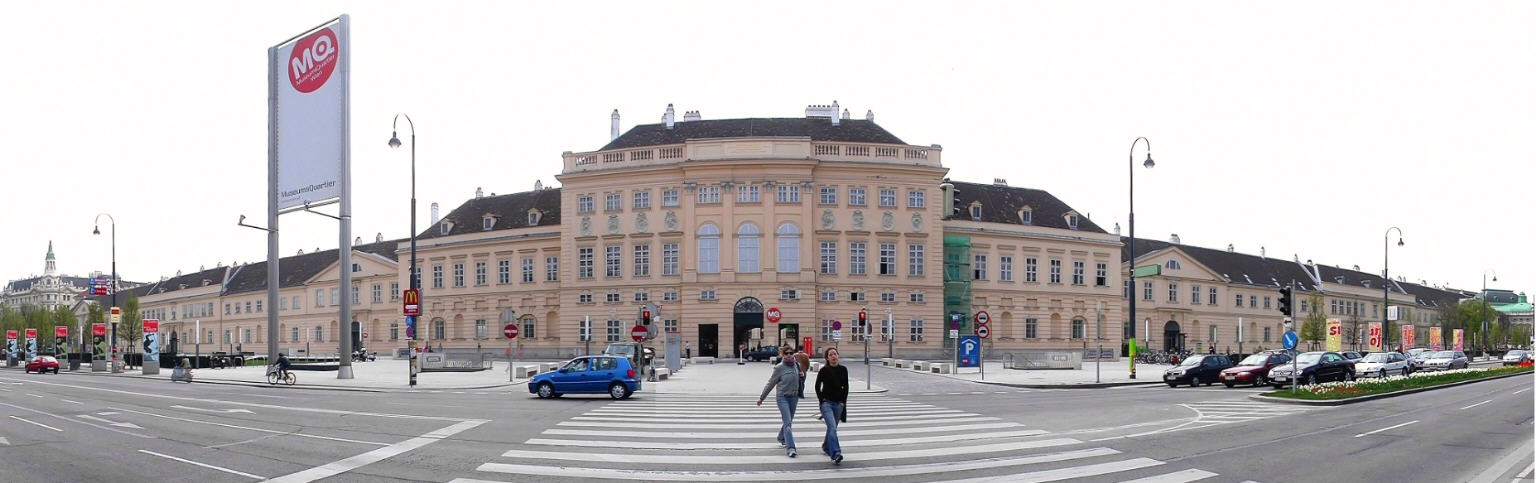
博物馆区入口

维也纳博物館區簡稱"MQ"，位于维也纳市第七社區諾因堡(Neubau)，近維也納市中心，2001年9月揭幕，由奥地利建筑组合奥特纳兄弟设计，佔地60,000平方公尺，驻扎着几十家大小不等的艺术机构。